# Partido Isner-Mahut de Wimbledon 2010

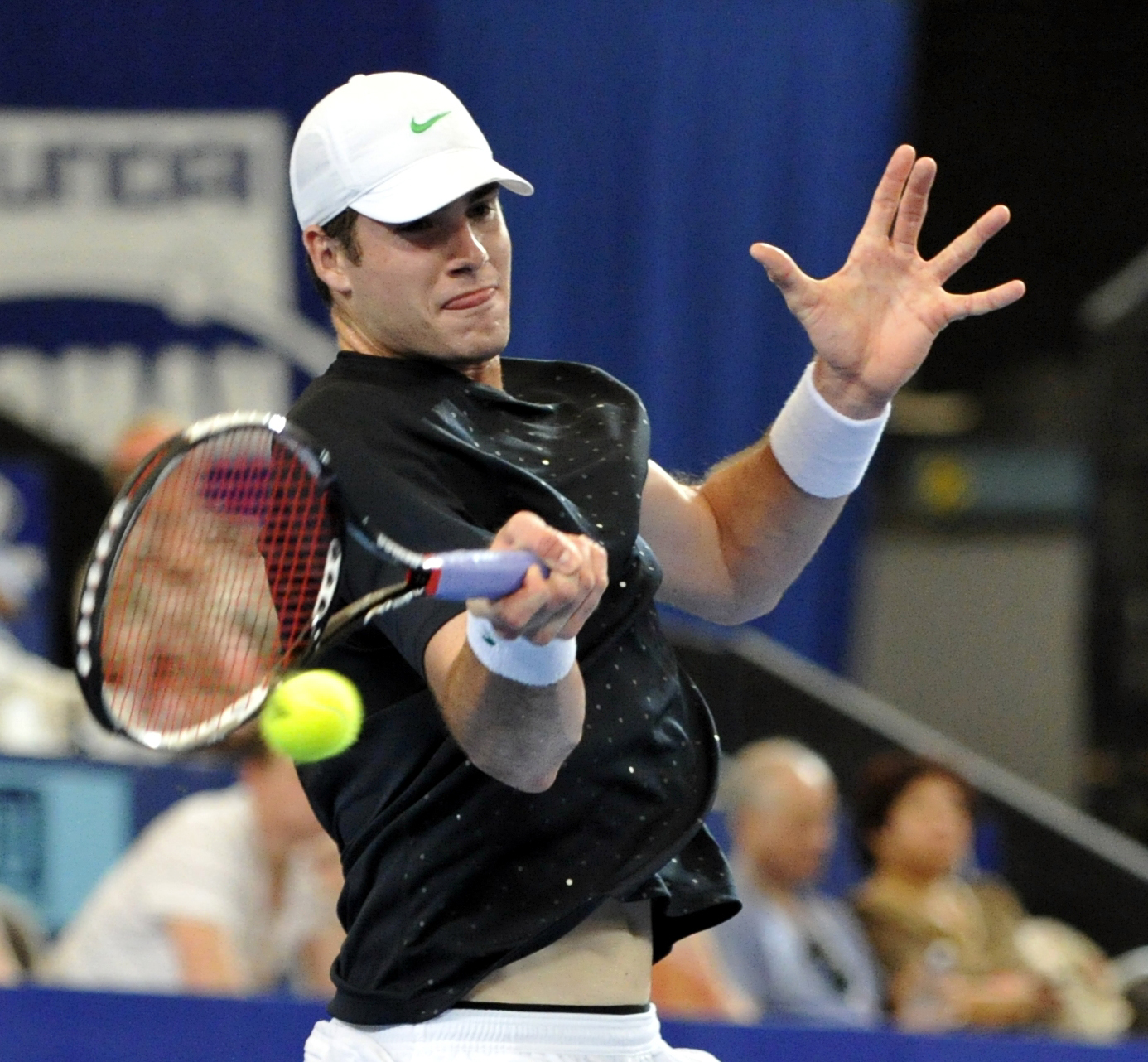
John Isner

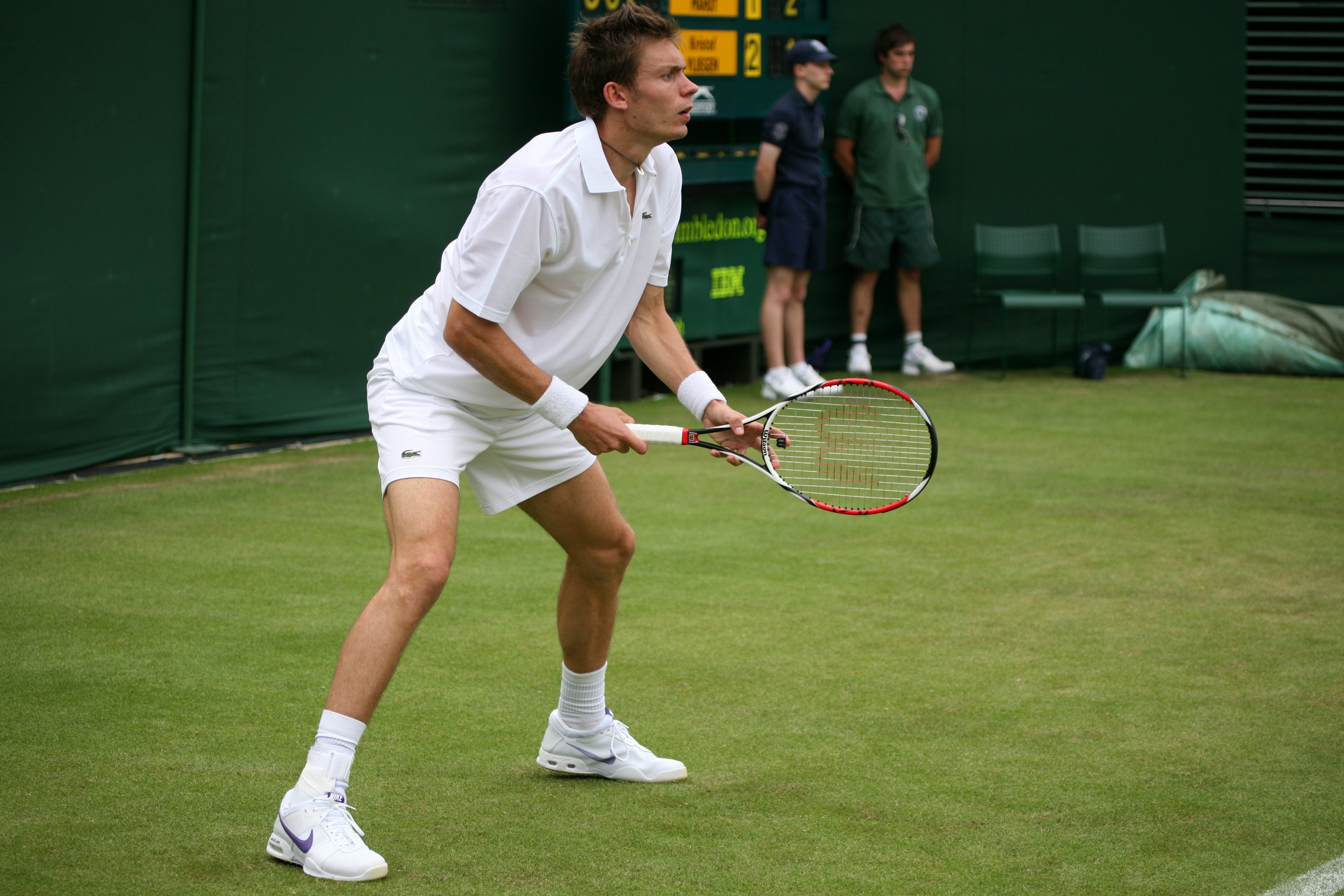
Nicolas Mahut

El partido más largo de la historia del tenis tuvo lugar entre el 22 y el 24 de junio de 2010, en la primera ronda del campeonato de Wimbledon 2010 de individuales masculino, entre el tenista estadounidense John Isner y el francés Nicolas Mahut, con un tiempo de 11 horas, 6 minutos y 23 segundos, y 183 juegos disputados (también récord en un partido). John Isner se impuso con un marcador de 6–4, 3–6, 6–7(7), 7–6(3), 70–68.
Durante el partido ambos jugadores rompieron numerosos récords de tenis.

## Antes del partido
John Isner era el cabeza de serie número 23 del torneo. Por su parte, Mahut tuvo que clasificarse ganando en el último partido de la fase previa, también en un maratoniano partido, contra Bogdanovic 3-6 6-3 24-22 el día 15 de junio.

## Detalles del partido
El partido, de primera ronda, tuvo lugar en la pista 18 del All England Lawn Tennis and Croquet Club.
El partido comenzó el 22 de junio de 2010. Jugados cuatro sets, tuvo que suspenderse hasta el día siguiente por falta de luz. Una vez reanudado para el 23 de junio se convertiría en el partido más largo de todos los tiempos. Ese día dos grupos de 14 jueces de línea y cuatro grupos de 28 recogepelotas fueron movidos dentro y fuera de la cancha para ayudar en el partido.
A las 21:13 hora local del 23 de junio, el partido volvió a ser aplazado por segunda vez con el marcador del quinto set en 59-59 debido al mal clima. El partido se reanudó al día siguiente, dejando el marcador en 70-68.

## Récords
El partido rompió diez récords de la historia del tenis:
- Partido más largo (11 horas y 5 minutos).
- Set más largo (el quinto set se prolongó durante 8 horas y 11 minutos).
- Más juegos en un set (138 en el quinto set).
- Más juegos en un partido (183).
- Mayor cantidad de saques directos (aces) realizados por un solo jugador en un partido (Isner, 113). Los 103 que consiguió Mahut son la 2.ª mayor cantidad de aces realizados en un solo partido por un jugador.[5]
- Mayor cantidad de aces en un partido (216).
- Juegos consecutivos de servicio mantenidos en un partido (168: 84 veces cada uno, tanto para Isner como Mahut).
- Mayor cantidad de juegos ganados por jugador en un partido (Isner, 92) y en segundo lugar (Mahut, 91).
- Mayor cantidad de puntos ganados en un partido (Mahut, 502).
- Mayor cantidad de puntos en un partido (980).[6]

El encuentro rompió el récord de tiempo jugado con 11 horas y 5 minutos, el récord anterior estaba en 6 horas y 33 minutos en el Roland Garros de 2004 entre Fabrice Santoro y Arnaud Clément con la victoria de este primero por 6–4, 6–3, 6–7(5), 3–6, 16–14.
También se rompió el récord de más juegos disputados en un partido, tanto antes como después de la introducción del tie-break. Los récords anteriores fueron del partido de cuartos de final del Open de Australia de 2003 donde Andy Roddick necesitó 83 juegos para derrotar a Younes El Aynaoui por 4–6, 7–6(5), 4–6, 6–4, 21–19; y los 112 que necesitó Pancho Gonzales en 1969 para vencer a Charlie Pasarell en la primera vuelta por 22–24, 1–6, 16–14, 6–3, 11–9 antes de la introducción del tie-break.
El quinto set se prolongó durante ocho horas y once minutos, su duración por sí sola es más larga que la duración completa del anterior partido de tenis más largo de la historia.
Ambos jugadores rompieron el récord de número de aces, Isner logró 113 y Mahut 103, el récord anterior lo poseía el croata Ivo Karlović (Copa Davis 2009) con 78. El número de aces totales también es un récord superando el partido de Copa Davis 2009 entre Karlovic y Štěpánek, que tuvo un total de 96 aces.
Asimismo, la reina Isabel II asistió a los puntos finales del partido. Era la primera vez que presenciaba un partido de Wimbledon después de más de tres décadas sin hacerlo.

## Después del partido

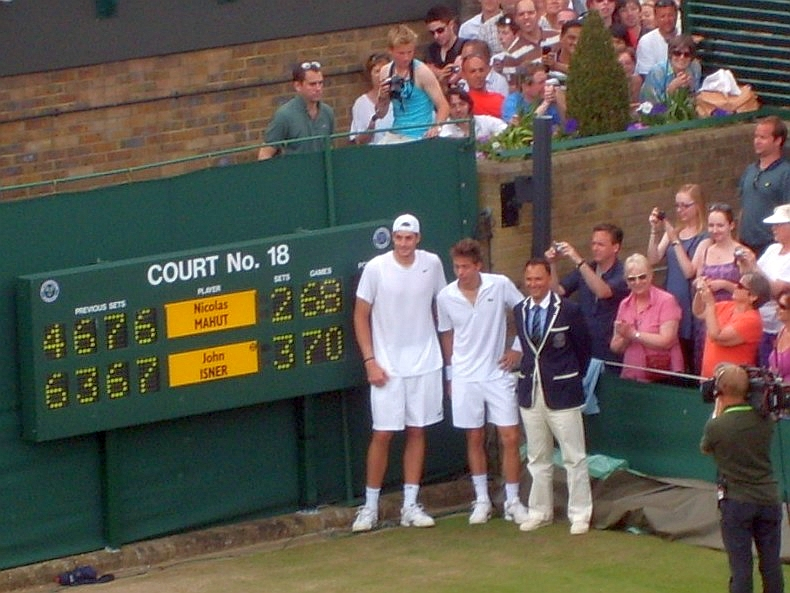
Los jugadores posan con el marcador, tras el partido.

Finalizado el encuentro, ambos jugadores y el árbitro sueco Mohamed Lahyani, que acompañó el partido durante sus tres días, recibieron un premio especial entregado por Tim Henman y Ann Haydon-Jones de parte de Wimbledon All England Club. Después se hicieron una foto con uno de los tableros que marcaron la puntuación del partido.
Como ganador Isner avanzó a la siguiente ronda, donde perdió con el neerlandés Thiemo de Bakker en solo 74 minutos de juego, con parciales 0-6, 3-6, 2-6, e Isner no logró conectar ni un solo ace, cuando en el partido anterior conectó 113. Isner estaba visiblemente agotado y necesitó tratamiento médico para su cuello y hombros durante el partido.
Isner debía jugar un partido de dobles con Sam Querrey el viernes 25 de junio, pero fue aplazado debido al cansancio de Isner. En cuanto a Mahut, su partido de dobles con Arnaud Clément comenzó el jueves (sus rivales fueron Michal Przysiezny y Dudi Sela). El partido fue suspendido con Mahut/Clément estando un set por debajo de sus rivales, debido a que Mahut no pudo aguantar más.

## Cronología
Hora local en Inglaterra (UTC+1)

### Martes 22 de junio
- 18:13 – Comienza el partido de primera ronda entre Isner y Mahut en la Pista 18 de Wimbledon.
- 18:45 – Isner gana el primer set por 6-4.
- 19:14 – Mahut gana el segundo set por 6-3.
- 20:03 – Mahut gana el tercer set por 7-6, con un 9-7 en la muerte súbita.
- 21:07 – Isner gana el cuarto set por 7-6, con un 7-3 en la muerte súbita. El partido se suspende por falta de luz natural, con el marcador igualado a 2 sets. La duración del partido hasta ahora es de 2 horas y 54 minutos, bastante habitual en un partido con tantos sets.

### Miércoles 23 de junio
- 14:05 – Se reanuda el partido en la Pista 18, comenzando el quinto set.
- 17:45 – Se rompe el récord de partido más largo de la historia. El marcador es de 32-32 iguales en el quinto set.
- 21:13 – El partido se suspende por segunda vez por falta de luz natural, con el marcador de 59 iguales en el quinto set. La duración del partido hasta este punto era de 9 horas y 58 minutos.

### Jueves 24 de junio
- 15:40 – Se reanuda el partido en la pista 18, ante la presencia de la reina de Inglaterra. El partido pasa a ser emitido en directo por BBC 1.[15]
- 16:48 – Finaliza el partido a favor de John Isner, con un marcador de 70-68 en el quinto set. El partido ha durado 11 horas y 5 minutos. Tras la conclusión del mismo, ambos jugadores recibieron un galardón especial por parte de la AELTC por su participación en este enfrentamiento histórico.

### Marcador final
| Set                | 1     | 2     | 3     | 4       | 5       |
| ------------------ | ----- | ----- | ----- | ------- | ------- |
| Nicolas Mahut (Q)  | 4     | 6     | 79    | 63      | 68      |
| John Isner (23)    | 6     | 3     | 67    | 7       | 70      |
| Duración: 11h05min | 32min | 29min | 49min | 1h04min | 8h11min |

## Estadísticas
Estadísticas del partido realizadas por Wimbledon
| Estadísticas                                                                                            | John Isner        | Nicolas Mahut     |
| --- | ----------------- | ----------------- |
| Primer servicio %                                                                                       | 74 % (361 de 491) | 67 % (328 de 489) |
| Aces (saques directos)                                                                                  | 113               | 103               |
| Dobles faltas                                                                                           | 10                | 21                |
| Errores no forzados                                                                                     | 52                | 39                |
| % ganador del 1.º servicio                                                                              | 81 % (292 de 361) | 87 % (284 de 328) |
| % ganador del 2.º servicio                                                                              | 63 % (82 de 130)  | 63 % (101 de 161) |
| Tiros ganadores (winners)                                                                               | 246               | 244               |
| Puntos recibidos ganados                                                                                | 21 % (104 de 489) | 24 % (117 de 491) |
| Return Games Won                                                                                        | 2                 | 1                 |
| Puntos de quiebre convertidos                                                                           | 14 % (2 de 14)    | 33 % (1 de 3)     |
| Aproximaciones a la red                                                                                 | 67 % (97 de 144)  | 72 % (111 de 155) |
| Puntos totales ganados                                                                                  | 478               | 502               |
| Juegos ganados                                                                                          | 92                | 91                |
| Velocidad del servicio más rápido                                                                       | 230 km/h          | 206 km/h          |
| Velocidad promedio del primer servicio                                                                  | 198 km/h          | 190 km/h          |
| Velocidad promedio del segundo servicio                                                                 | 180 km/h          | 163 km/h          |
| * Los puntos totales incluyen dobles faltas del oponente. * Errores no forzados incluyen dobles faltas. |                   |                   |